# Miguel Ángel Brindisi
Miguel Ángel Brindisi de Marco (Buenos Aires, 1950. október 8. – ) argentin válogatott labdarúgó, edző.

## Pályafutása

### Klubcsapatban

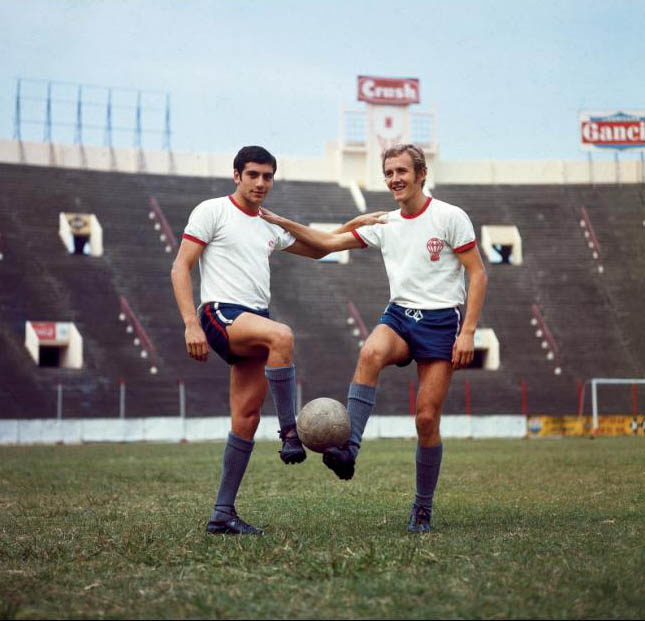
Brindisi (balra) és Carlos Babington a Huracán mezében 1973-ban

Buenos Airesben született. Pályafutását 1967-ben a Huracán csapatában kezdte, melynek tagjaként 1973-ban argentin bajnoki címet szerzett. A csapat edzője César Luis Menotti volt és széles körben az argentin labdarúgás történetének egyik legjobb együtteseként tartják számon, melyben Brindisinek olyan játékostársai voltak, mint: René Houseman, Carlos Babington és Omar Larrosa.
1976 és 1978 között a spanyol Las Palmas játékosa volt, mellyel bejutott az 1978-as spanyol kupa döntőjébe, ahol ugyan gólt szerzett, de csapata 3–1-es vereséget szenvedett a Barcelona ellen. 1978-ban visszatért a Huracánhoz. 1981-ben a Boca Juniors igazolta le és megszerezte második argentin bajnoki címét. A Silvio Marzolini vezette csapatban emlékezetes támadópárt alkotottak Diego Maradonaval. A későbbiekben játszott még az uruguayi Nacional, a Racing Club és a guatemalai Municipal együtteseiben is.

### A válogatottban
1969 és 1974 között 46 alkalommal szerepelt az argentin válogatottban és 17 gólt szerzett. Részt vett az 1974-es világbajnokságon. A Brazília elleni középdöntő mérkőzésen ő szerezte az argentinok egyenlítő gólját, végül azonban 2–1-es vereséget szenvedtek.

### Edzőként
Edzőként az Alumni de Villa María csapatánál kezdett 1986-ban. Következő csapata a guatemalai Municipal volt, melyet 1987-ben és 1988-ban bajnoki címig vezetett. Ezt követően a Barcelona SC együttesével szerzett két ecuadori bajnoki címet 1989-ben és 1991-ben, illetve bejuttatta csapatát az 1990-es Libertadores kupa döntőjébe. Ezután két spanyol klubnál az Espanyolnál és a Las Palmasnál dolgozott. 1992-ben kinevezték a guatemalai válogatott szövetségi kapitányi posztjára az 1994-es világbajnokság-selejtezőire. 1994 és 1995 között az Intependientével három kupát nyert: 1994-es Clausura, 1994-es Supercopa Sudamericana, 1995-ös Recopa Sudamericana. 
Az 1998–1999-es idényben ismét Spanyolországban vállalt munkát az Espanyolnál. 2001 és 2003 között a Huracán kispadjára ülhetett le. 2003-ban rövid ideig a Racing Club, majd a Lanús irányításáért volt felelős. 2004 júliusában a Boca Juniors edzője lett, ahonnan 22 mérkőzés után távozott, miután vereséget szenvedtek a River Plate elleni rangadón. Ezt követően 2005-től 2007-ig a guatemalai Comunicaciones csapatát edzette. 2008-ban Mexikóban, előbb az Atlas, majd ezt követően a Jaguares Chiapas együttesénél dolgozott. 2009 szeptemberében visszatért a Huracánhoz. 2013-ban rövid ideig ismét az Independiente edzéseit vezette.

## Sikerei, díjai

### Játékosként
Huracán
- Argentin bajnok (1): 1973 (Metropolitano)

Boca Juniors
- Argentin bajnok (1): 1981 (Metropolitano)

### Edzőként
CSD Municipal
- Guatemalai bajnok (1): 1987, 1988

Barcelona SC
- Ecuadori bajnok (1): 1989, 1991

Independiente
- Argentin bajnok (1): 1994 Clausura
- Supercopa Sudamericana (1): 1994
- Recopa Sudamericana (1): 1995

## Külső hivatkozások
- Miguel Ángel Brindisi – a FIFA adatbázisában
- Miguel Ángel Brindisi adatlapja a National-Football-Teams.com oldalon (angolul)

- Miguel Ángel Brindisi (angol nyelven). FootballDatabase.eu
- Miguel Ángel Brindisi (angol nyelven). BDFutbol.com